# Fàbrica de Calders
La Fàbrica de Calders és una fàbrica de Calders (Moianès) protegida com a Bé Cultural d'Interès Local.

## Descripció
Es tracta d'un conjunt format per tres naus paral·leles i una de transversal que les uneix, més la casa del director. Es tracta de la típica nau fabril de tradició vuitcentista, marcada per l'obertura de vans regulars que ocupen quasi tota la façana. La nau més antiga és aquella de ponent, d'una sola planta, cosnerva l'embigat i columnes de ferro originals. Les altres dues naus són més modernes, de dues plantes, fets amb pedra i maó.

## Història
Vers l'any 1920 la família Jorba va adquirir uns terrenys propietat del mas Puig, al peu de la carretera de Vic, on es construí una nau de pedra i una casa per a la direcció. La fàbrica va començar a treballar l'any 1925. El 1935 s'hi va aixecar una nova nau, on s'instal·laren els telers de color que funcionaven a la fàbrica de Bellveí. Posteriorment s'amplià fins a quatre naus. En l'època de màxim rendiment la fàbrica comptava amb una plantilla de 131 treballadors i 175 telers. L'any 1970 s'acollia a un pla de reestructuració i va tancar. El complex passà a mans de l'empresa "Cardona i Cia", de Monistrol de Calders, fins al seu tancament definitiu l'any 1990.